# Mimozemští komouši z budoucnosti!
Mimozemští komouši z budoucnosti! (v anglickém originále Alien Commies from the Future!) je třetí díl 7. řady amerického televizního seriálu Agenti S.H.I.E.L.D. Scénář k epizodě napsala Nora Zuckerman a Lilla Zuckerman a režírovala ji Nina Lopez-Corrado. V titulních rolích se objevili Clark Gregg, Ming-Na Wen, Chloe Bennet, Elizabeth Henstridge, Henry Simmons, Natalia Cordova-Buckley a Jeff Ward, kteří si je zopakovali z předchozích dílů. Ve vedlejší roli se nově objevil Enver Gjokaj, který si zopakoval roli agenta Sousy ze seriálu Agent Carter.
Epizoda měla premiéru 10. června 2020 na stanici ABC, kde ji sledovalo 1,57 miliónů diváků. Epizoda obdržela pozitivní recenze, hlavně díky jejímu vtipnému podtónu.

## Děj
Chronicomové se po neúspěchu setkají s prediktorkou Sibyl, aby zjistili jaké mají šance na uspění jejich nového plánu, jak zničit S.H.I.E.L.D. Mezitím tým přistane v roce 1955 na základně S.H.I.E.L.D.u, Aree 51, poté co opustil rok 1931. Coulson zjistí, že v roce 1955 byl v Aree 51 provozovaný projekt Helius, prototyp iontového fúzního reaktoru, který ale nebyl dokončen. Agenti proto unesou vysoce postaveného člena ministerstva obrany, Geralda Sharpea, aby se za něj mohl vydávat Coulson. Toho doprovodí do Oblasti 51 Simmonsová, která je v přestrojení za Peggy Carterovou, zakladatelku S.H.I.E.L.D.u. Během výslechu zaměstnanců, však nečekaně narazí na bývalého partnera Carterové, Daniela Sousu, který je nechá okamžitě zadržet.
Mack, Yo-Yo, Mayová a Deke se mezitím pokoušejí vyslechnout Sharpea, aby zjistili více o projektu Helius. Ten však klade odpor, ale poté se podaří Dekovi Sharpea rozmluvit, který se přeřekne a řekne mu, že reaktor potřebuje silný zdroj energie, aby fungoval. Deke si poté uvědomí, že pokud by Chronicomové přetížili reaktor, došlo by k výbuchu, který by zabil většinu vědců S.H.I.E.L.D.u.
Johnsonová přijde v utajení za agentku CIA za Sousou, aby jí vydal dvojici zadržených. Chronicomové mezitím však stihnou zahájit plán. May a Yo-Yo, které jsou v přestrojení za pilotky letectva, se Chronicomy nepodaří zadržet, poté, když May, během hledání dostane záchvat paniky. Tým nechá evakuovat Oblast 51, ale jeden Chronicom jim unikne, ukradne auto a zamíří k reaktoru. May s Yo-Yo ho následují a snaží se ho zneškodnit. Daisy se Simmonsovou mezitím postaví zařízení, které vydá EMP puls a vyřadí tak celou základnu, včetně reaktoru a Chronicomy, ale i Coulsona z provozu. Tým se poté seskupí v Zephyru a odletí.

### Závěrečná scéna
Mack s Dekem nechají Shapea v poušti, přičemž předstírají, že jsou mimozemšťané, aby zachovali původní časovou linku. Sharpe se následně vrátí do bistra, ze kterého byl unesen, a řekne, že byl unesen mimozemšťany.

## Obsazení

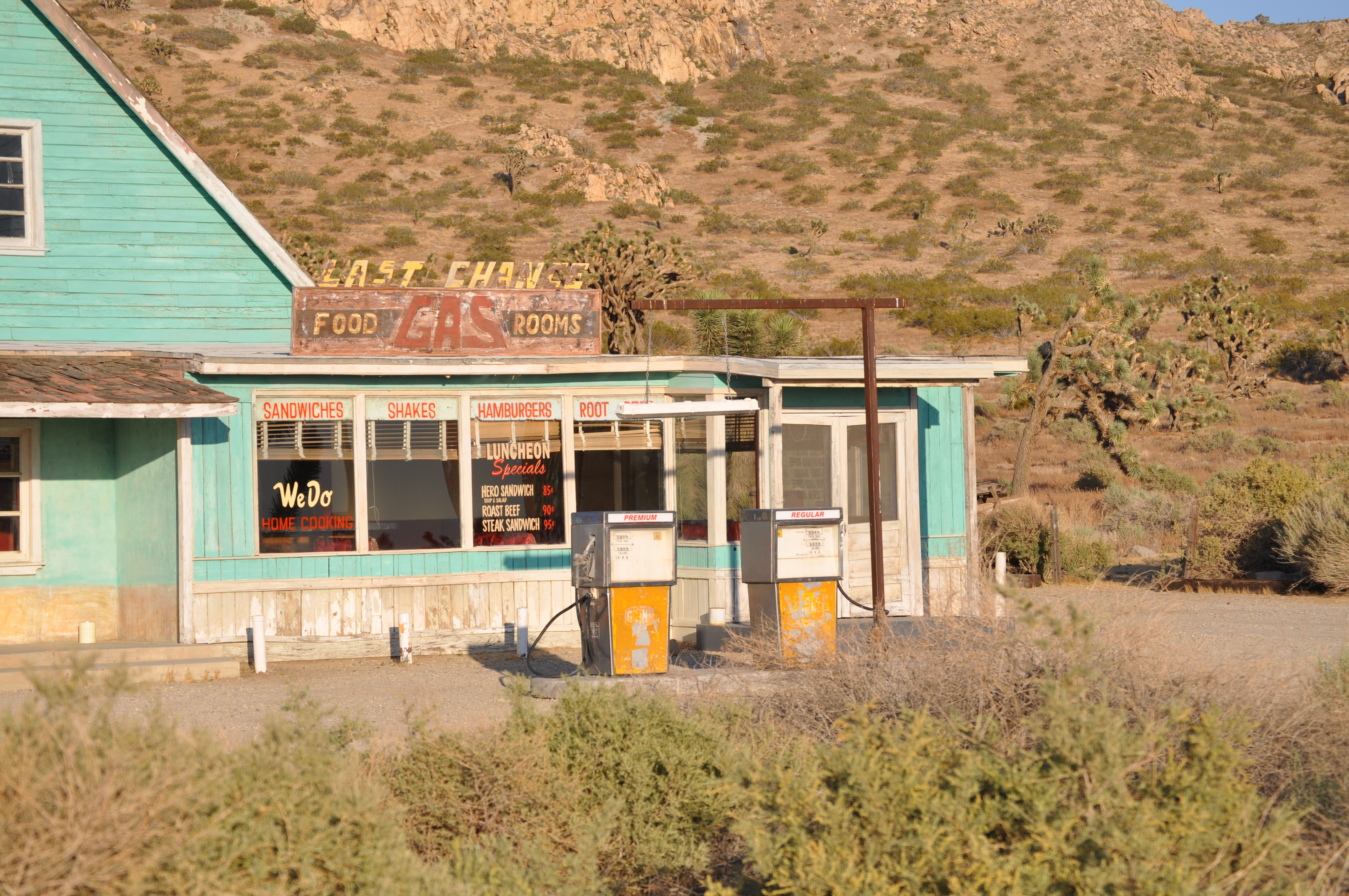
The Club Ed – bistro, které bylo použito jako lokace natáčení scén v bistru.

### Hlavní role
- Clark Gregg jako Phil Coulson (LMD)
- Ming-Na Wen jako Melinda Mayová
- Elizabeth Henstridge jako Jemma Simmonsová
- Chloe Bennet jako Daisy Johnsonová / Quake
- Henry Simmons jako Alphonso „Mack“ MacKenzie
- Natalia Cordova-Buckley jako Elena „Yo-Yo“ Rodriguezová
- Jeff Ward jako Deke Shaw

### Vedlejší role
- Enver Gjokaj jako Daniel Sousa[3]
- Tobias Jelinek jako Luke
- Julian Acosta jako dr. Pascal Vega
- Michael Gaston jako Gerald Sharpe[10]
- Tamara Taylor jako Sibyl[11]